# Манукян, Овик
Овик Манукян — советский и армянский самбист, призёр первенств СССР среди юношей и юниоров, бронзовый призёр розыгрышей Кубка и чемпионатов СССР, чемпион и призёр чемпионатов Европы и мира, обладатель Кубка мира, Заслуженный мастер спорта Республики Армения, Заслуженный тренер Республики Армения. Выступал в полулёгкой весовой категории (до 57 кг).
Председатель технического комитета Федерации самбо Армении. Директор комплекса спортивных школ в Ванадзоре.

## Спортивные результаты
- Кубок СССР по самбо 1986 года — ;
- Чемпионат СССР по самбо 1988 года — ;
- Кубок СССР по самбо 1990 года — ;
- Чемпионат СССР по самбо 1991 года — ;